# ジェイル
『ジェイル』（英語: Jail）はアメリカ人のラッパーカニエ・ウェストの10枚目のスタジオ・アルバム、『Donda』(2021) の中の一曲である。この曲には客演でラッパー、ジェイ・Zも参加している。このアルバムの終盤では、"Jail pt 2" という名の別のバージョンもリリースされた。 そのバージョンはラッパーのダベイビーと歌手のマリリン・マンソンが参加している。この曲をカニエの以前のシングル、"Black Skinhead" (2013) と、音楽のスタイルが似ているため比較している評論家もいる。「ジェイル」は2022年グラミー賞でベストラップソング賞を受賞している。

## 背景
カニエは同業のラッパージェイ・Zの6枚目のスタジオアルバム、The Blueprint (2001)の制作に強く貢献した。そこから2人の創造的な絆が始まった。それ以来、カニエはジェイ・Zの様々なアルバムの制作に協力し、 カニエの5枚目のスタジオアルバム、『My Beautiful Dark Twisted Fantasy 』(2010) を含む、カニエの多数のアルバムに登場している。カニエとジェイ・Zのコラボレーションアルバム、 『Watch the Throne』 が2011年にリリースされた。だが、5年後、カニエがセイント・パブロ・ツアー中にジェイ・Z に対して不満を言って関係が悪化した。ジェイ・Zが13枚目のスタジオ収録アルバム『4:44』 (2017) でカニエと関係性が悪化したことについて言及した。また、プロモーション用のインタビューでも「家族の事情」を解決するためウェストと話す必要があったと確認しているが、ウェストはこの問題は2014年にキム・カーダシアンと結婚式をあげた後に始まったと述べた。
2021年7月22日、ウェストはアトランタのメルセデス・ベンツ・スタジアムにて、ジェイ・Zのヴァースを含む曲をかけてDondaのお披露目視聴イベントを締めくくった。このヴァースは前日午後4時に録音されたという触れ込みで、イベントのためにジェイ・Zが急いで作ったものと考えられた。曲のタイトルは「ジェイル」だと明かされ、シカゴのソルジャー・フィールドで行われたアルバムの3回目のお披露目視聴パーティではジェイ・Zのヴァースを協働したラッパーであるダベイビーのヴァースに置き換えたバージョンがかけられた 。2021年7月にダベイビーがホモフォビア的な暴言を行っていたため、この変更はファンから幅広く非難された。最終バージョンはジェイ・Zを再び加えてダベイビーを除いたもので、ドレイクの「ポップスタイル」(2016) に両者が登場して以来初めてジェイ・Zのウェストが登場するトラックとなった。

## 評価

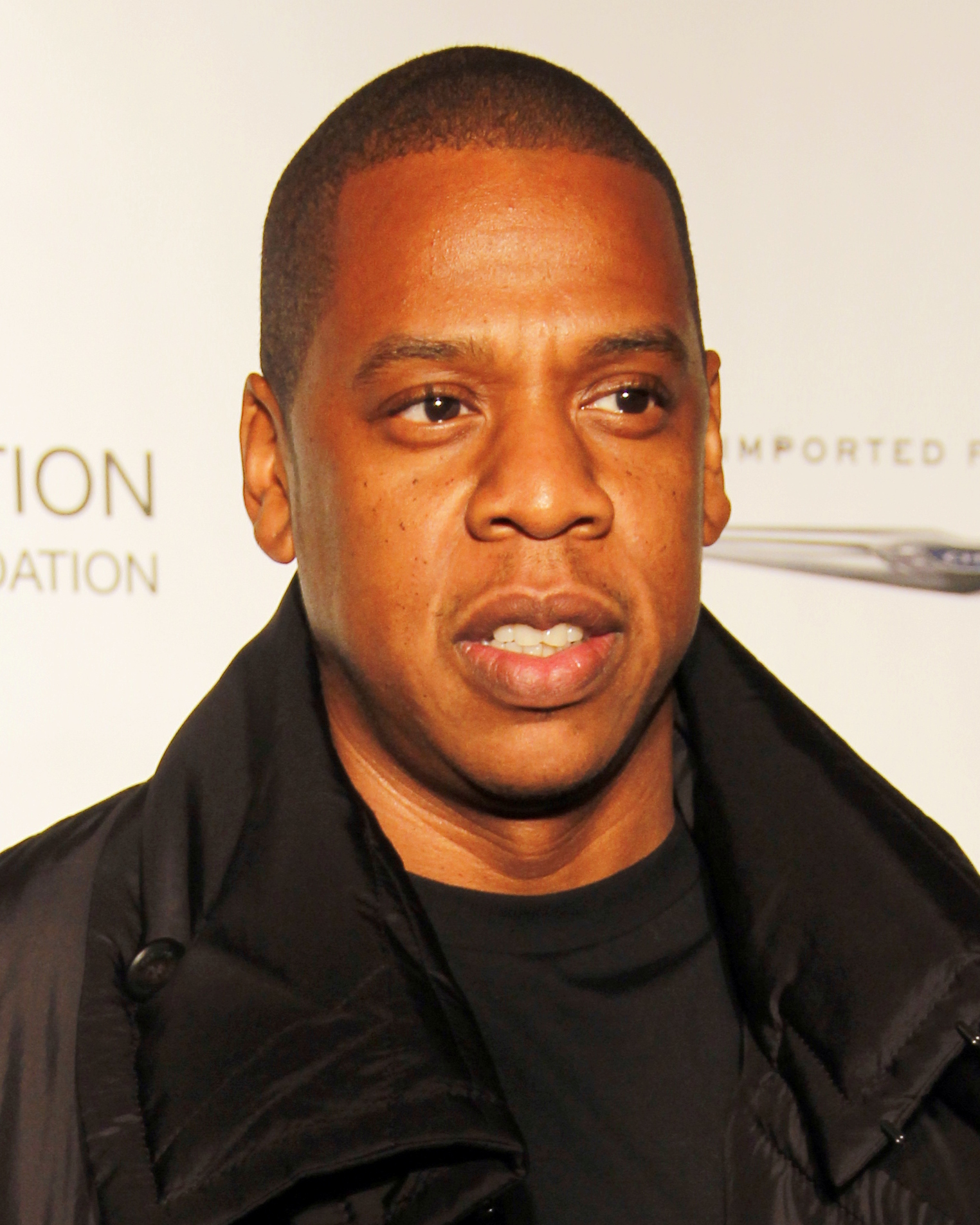
「ジェイル」でのジェイ・Zのパフォーマンスは音楽批評家から称賛と嘲笑の両方を受けた。

「ジェイル」は賛否両論の評価を受けている。『ガーディアン』のトーマス・ホブスはトラックのカニエの歌詞に感銘を受けず、「鈍感」だと表現した。 以前の作品と比べたときにまた「オッサンロック風なリフ」は「少し平坦」でメロディーは「とりとめがない」と評価した。『インデペンデント』の批評でロイシン・オコナーはケンドリック・ラマーの「ハンブル」の「優れたジャブ」から派生したような「ゆるいワンツーパンチ」であると批判した。AllMusic'sのフレッド・トーマスは「最後の数秒」以外に、「強打のないボクサー」と吹き替えた。『バラエティ』の批評で、クリス・ウィルマンはこれを 「イマジン・ドラゴンズのような者ならものすごく欲しがるようなパワーコードと、アンセムのようなコーラスのメロディ」のある「心地よいジャンル横断の驚き」と評価した 。Clashのマイク・ミレンコは「まあまあちゃんとしたカニエの1曲」と述べた。
ジェイ・Zの出演には評価が分かれた。『ニューヨーク・タイムズ』のジョン・カラマニカは単純に「まあまあ良い」と表現した。一方、『ステレオガム』のトム・ブレイハムは 「ジェイのピークでない」と評価した。トムはジェイ・Zの 「ガッカリするような」バースをDondaの他の客演よりも劣っていると考え、「カリスマと蓄積された善意でジェイ・Zの不出来なバースを乗り切る」と評価した。HipHopDXのデイヴィット・アーロン・ブレイクは これを「彼のキャリアの中で最低なバースの中の1つ」と呼んだ。そして「カニエがジェイ・Zを昼寝から起こし、30分以内に何小節か収録することを求めた」と冗談を言った。 それに対し、The A.V. Club のニーナ・ヘルナンデスは「ジェイのここ数年で最も成功したバース」でDondaの「明確なハイポイント」と賞賛した。 同様にミレンコはジェイ・Zのパートを「ジェイ・Zの最新の最高作で、カニエ自身でさえ匹敵できない自惚れがマイクに向かって皮肉を言うジェイ・Zに宿っている」と考えた。Exclaim! のライリー・ウォレスはJay-Zのバースでアルバムに「1番輝かしい宝石」をプラスした、と評価した。一方、ライアン・デイリーはそれを「ゾクゾクするような曲だ」と『ニュー・ミュージカル・エクスプレス』で批評した。

## 商業的な功績
「ジェイル」はアメリカ版Billboard Hot 100で10位でデビューした。チャートでカニエの20回目のトップ10になり、この数のトップ10入りをした21人目のパフォーマーとなった。リリース時はほぼストリーミングの勢いで推し進められ、ストリーミングのチャートで第3位に入り、2420万回のストリームを記録した。この曲はアメリカのクリスチャン音楽とゴスペルの両方のチャートで第2位に達した。またこれは、アメリカのホットR&B/ヒップホップチャートで3位で初登場した。チャート上のドレイクの記録と結ばれたカニエの他の7曲と同時にトップ10に入った。
オーストラリアでは、ARIA Singles Chartで第5位で初登場した。この歌はニュージーランドでも同じようなチャートの動きをし、シングルチャートでは第6位に入った。他でも、アイスランドではシングルチャートで8位に達した。アイルランドではシングルチャートで7位でデビューした。「ジェイル」がアイルランドでカニエのアルバムからチャートインした3曲のうちの1曲となった。UKシングルチャートでは第11位に入り、また、イギリスでもチャートインした3曲の中の1曲になった。

## Pt 2
「ジェイル」の第2部が "Jail pt 2" というタイトルで、2021年8月26日のシカゴのソルジャー・フィールドにおける3回目かつ最終のアルバムお披露目視聴パーティで披露され、評価は賛否両論であった。続いて2021年8月29日にDondaの24曲目としてこの曲がリリースされた。当初はこの楽曲はSpotifyのアルバムトラックリストに表示されていたが空白になっていてかけることができず、午後10時にかけられるようになった。ウェストはInstagramに自分とマネージャーのブー・チャムの間でかわしたテキストメッセージのスクリーンショットを投稿し、ダベイビーのマネジメントが出演関係の権利処理を拒んだためにリリースできなかったことを示した。ウェストは「ブラザーは外させない。俺に投票してくれると人前で言った唯一の人だし」と返信していた。ウェストは楽曲をアルバムに入れることを止めていたユニバーサルミュージックグループも非難していたが、会社側の情報源はこの主張内容を否定し、「ばかげている」と述べた。

## チャート
| Chart (2021)                                | Peak position |
| ------------------------------------------- | ------------- |
| オーストラリア (ARIA)                       | 5             |
| オーストリア (Ö3 Austria Top 40)            | 37            |
| カナダ (Canadian Hot 100)                   | 9             |
| チェコ (Singles Digitál Top 100)            | 53            |
| Denmark (Tracklisten)                       | 7             |
| フランス (SNEP)                             | 57            |
| Global 200 (Billboard)                      | 6             |
| Greece International Digital Singles (IFPI) | 74            |
| Iceland (Plötutíðindi)                      | 8             |
| アイルランド (IRMA)                         | 9             |
| Italy (FIMI)                                | 56            |
| Lithuania (AGATA)                           | 21            |
| オランダ (Single Top 100)                   | 39            |
| New Zealand (Recorded Music NZ)             | 6             |
| Norway (VG-lista)                           | 12            |
| ポルトガル (AFP)                            | 26            |
| South Africa (RISA)                         | 2             |
| スロバキア (Singles Digitál Top 100)        | 32            |
| Sweden (Sverigetopplistan)                  | 19            |
| スイス (Schweizer Hitparade)                | 23            |
| UK シングルス (OCC)                         | 11            |
| UK R&B (OCC)                                | 3             |
| US Billboard Hot 100                        | 10            |
| US Christian Songs (Billboard)              | 2             |
| US Gospel Songs (Billboard)                 | 2             |
| US Hot R&B/Hip-Hop Songs (Billboard)        | 8             |

| Chart (2021)                         | Peak position |
| ------------------------------------ | ------------- |
| Australia (ARIA)                     | 61            |
| Canadian Hot 100 (Billboard)         | 60            |
| Global 200 (Billboard)               | 60            |
| ポルトガル (AFP)                     | 155           |
| South Africa (RISA)                  | 41            |
| US Billboard Hot 100                 | 63            |
| US Christian Songs (Billboard)       | 19            |
| US Gospel Songs (Billboard)          | 19            |
| US Hot R&B/Hip-Hop Songs (Billboard) | 31            |

| Chart (2021)                   | Position |
| ------------------------------ | -------- |
| US Christian Songs (Billboard) | 18       |
| US Gospel Songs (Billboard)    | 7        |

| Chart (2021)                   | Position |
| ------------------------------ | -------- |
| US Christian Songs (Billboard) | 64       |
| US Gospel Songs (Billboard)    | 24       |

### 売上認定
| 国/地域                          | 認定 | 認定/売上数 |
| -------------------------------- | ---- | ----------- |
| カナダ (Music Canada)            | Gold | 40,000      |
| アメリカ合衆国 (RIAA)            | Gold | 500,000     |
| 認定のみに基づく売上数と再生回数 |      |             |